# Platyrrhacus arietis
Platyrrhacus arietis är en mångfotingart som beskrevs av Carl 1912. Platyrrhacus arietis ingår i släktet Platyrrhacus och familjen Platyrhacidae. Inga underarter finns listade i Catalogue of Life.